# 美徳の寓意

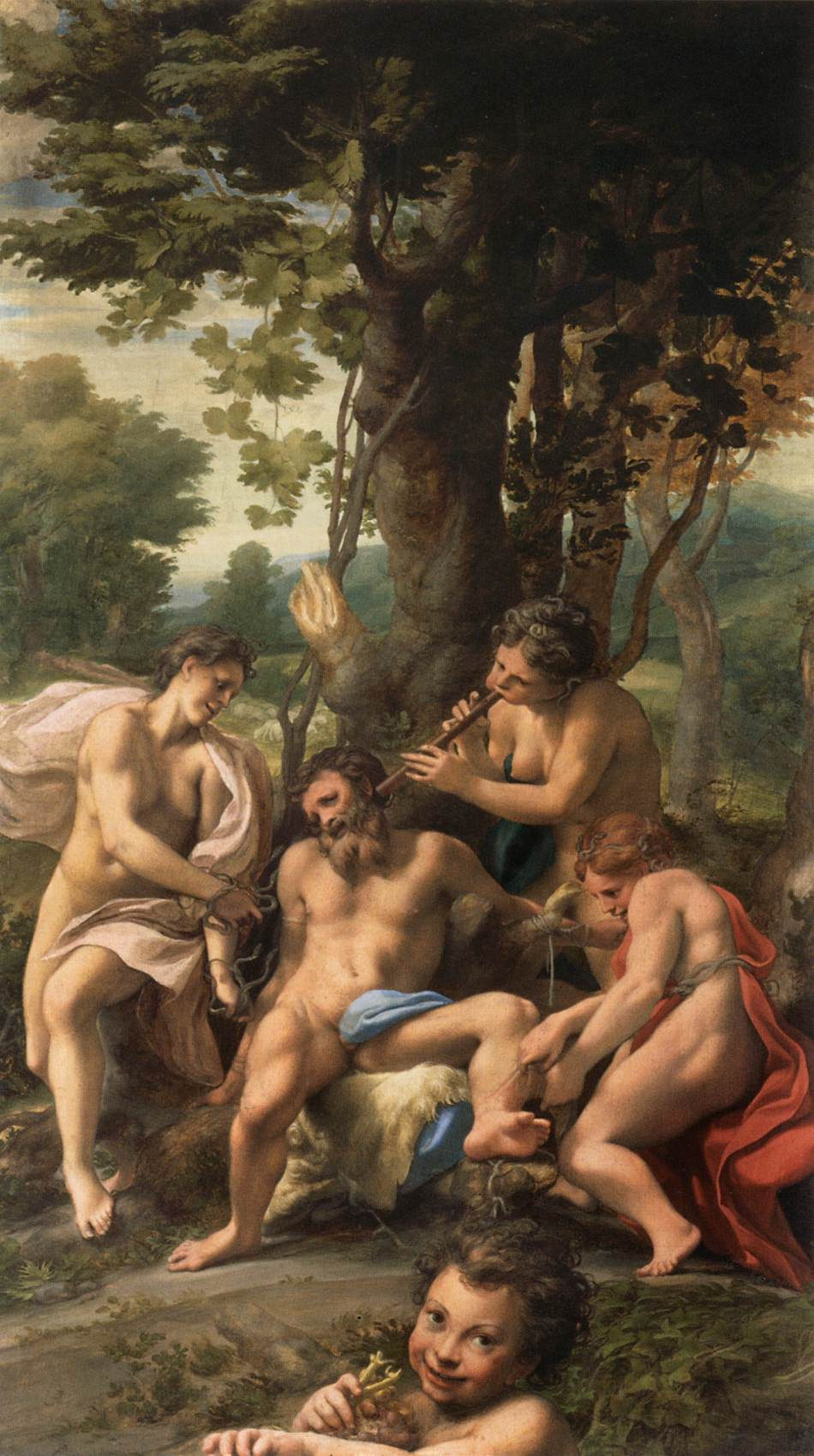
対作品『悪徳の寓意』ルーヴル美術館所蔵。

『美徳の寓意』（伊: Allegoria della Virtù, 仏: Allégorie de la Vertu, 英: Allegory of Virtue）は、イタリア、ルネサンス期のパルマ派の画家コレッジョが1531年頃に制作した絵画である。テンペラ画。コレッジョの最晩年の作品の1つで、美徳の寓意としての知恵の女神アテナ（ローマ神話のミネルヴァ）を描いており、対作品『悪徳の寓意』（Allegoria del Vizio）とともにイザベラ・デステの書斎を飾るために発注された。ゴンザーガ家、リシュリュー枢機卿、エバーハルト・ジャバッハ、フランス国王ルイ14世のコレクションを経て、現在はパリのルーヴル美術館に所蔵されている。

## 作品
絵画の意味は十分に解明されているとは言えないが、少なくともコレッジョは様々な美徳に囲まれて座るミネルヴァを描いたと考えられている。画面中央のミネルヴァは甲冑を身にまとっているが、右手に折れた赤い槍を、左手に羽毛飾りのある兜を頭から外して持ち、地面の上に盾を置いている。この女性像がミネルヴァであることは盾にメドゥーサの首の装飾があることから明らかである。ミネルヴァの描写は戦争の後であり、槍が折れているのは彼女が戦争に勝利したことを示している。加えて彼女の足の下には征服されたドラゴンの姿がある。画面上部を飛行する3人の女性像は音楽（調和）と天の名声を表している。ミネルヴァの背後にいる翼のある女性像は《栄光》であり、ミネルヴァの頭上に月桂冠とナツメヤシの葉を授けている。画面左には4つの枢要徳（正義、慎重さ、節制、不屈の精神）のシンボルに囲まれた女性像がある。彼女の持つ剣は正義を表し、髪を飾る蛇は慎重さ、手綱は節制、そしてライオンの毛皮は不屈の精神を表す。画面右の女性像は空を指でさしながらコンパスで地球儀を測定していることから、占星術、科学、またはより一般的には知に関する美徳として解釈されている。このようにミネルヴァ（あるいはミネルヴァを装ったイザベラ・デステ）は知性と人間性のあらゆる力の出会いを主宰している。
絵画に登場する種々のシンボルのうち、重要なものの1つはミネルヴァの持つ赤い槍である。これはマントヴァの宮廷画家アンドレア・マンテーニャの『勝利の聖母』（Madonna della Vittoria）、『パルナッソス』（Parnassos）、『美徳の勝利』（Trionfo della Virtù）といった作品にも登場し、おそらくローマの兵士である聖ロンギヌスによってマントヴァにもたらされたキリストの聖血を象徴している。ゴンザーガ家はマントヴァに伝わる聖遺物の伝承を取り込むために種々の試みをしており、特にロンギヌスの伝説は傭兵を生業とするゴンザーガ家との親和性から、自身をマントヴァの聖血の守護者として喧伝していた。絵画に現れる赤い槍はその影響と考えられており、コレッジョはマンテーニャの先例に倣ってミネルヴァに赤い槍を持たせている。

## 来歴
イザベラ・デステの死後の1542年、両作品はコルテ・ヴァッキア（Corte Vacchia）の入口の扉の右側に『美徳の寓意』、左側に『悪徳の寓意』が掛けられていたと記録されている。その後、マントヴァ公爵フェルディナンド・ゴンザーガが死去した1627年頃に『美徳の寓意』はマンテーニャの『美徳の勝利』（Trionfo della Virtù）とともにリシュリュー枢機卿に与えられ、パリに移された。
ゴンザーガ家が所有していた他のコレッジョの作品『悪徳の寓意』および『キューピッドの教育』（L'Educazione di Cupido）と『眠れるヴィーナスとキューピッド、サテュロス』（Venere e Amore spiati da un satiro）は、フェルディナンドの死去の翌年にゴンザーガ家の大規模なコレクションとともにイングランドのチャールズ1世に売却された。しかしチャールズ1世が処刑されるとコレクションは競売にかけれ、『キューピッドの教育』を除く2作品はドイツの銀行家エバーハルト・ジャバッハに売却され、ジャバッハは両作品をフランスのジュール・マザラン枢機卿に売却した。最終的にこれらの絵画はルイ14世が枢機卿の死後に相続人から『悪徳の寓意』と『眠れるヴィーナスとキューピッド、サテュロス』に加えて『聖カタリナの神秘の結婚と聖セバスティアヌス』（Matrimonio mistico di santa Caterina d'Alessandria alla presenza di san Sebastiano）を購入した。
一方『美徳の寓意』もまたエバーハルト・ジャバッハによって1671年に購入されたのちにルイ14世に売却された。これらは後にルーヴル美術館が所蔵する4つのコレッジョ作品となった。

## 素描
少なくとも2点の準備素描と未完のまま残された2点の作品が知られている。素描は現在ルーヴル美術館に、未完の作品はスコットランド国立美術館とローマのドーリア・パンフィーリ美術館に所蔵されている。このうちドーリア・パンフィーリ美術館のものは1603年のアルドブランディーニ家の目録でコレッジョに帰属されている。

## 影響
バロック期の彫刻家ジャン・ロレンツォ・ベルニーニはおそらく本作品に触発されてボルゲーゼ美術館の『時間によって明らかにされた真実』（Verità svelata dal Tempo）を彫刻した。

## ギャラリー

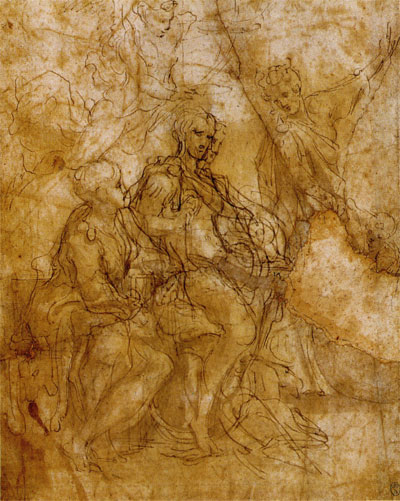
準備素描 ルーヴル美術館所蔵
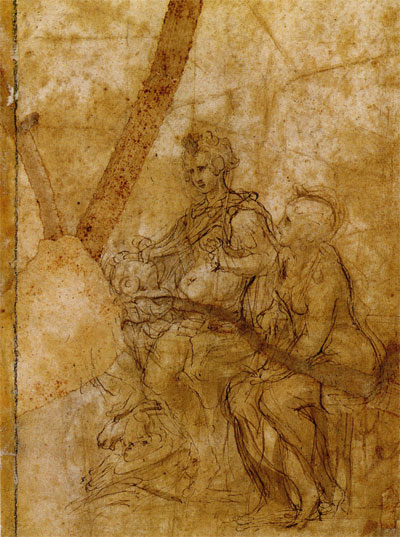
準備素描 ルーヴル美術館所蔵
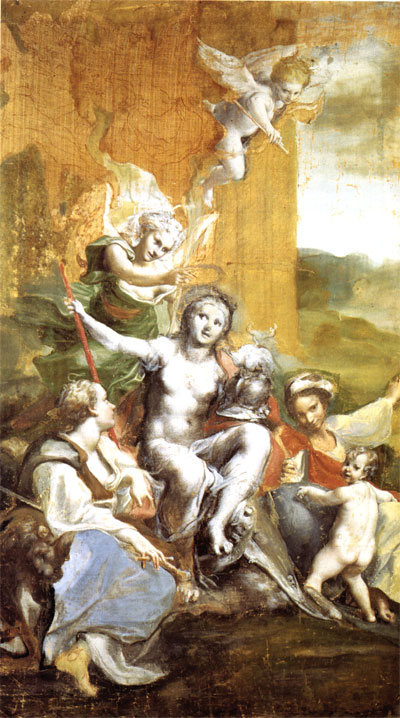
未完成の作品 ドーリア・パンフィーリ美術館
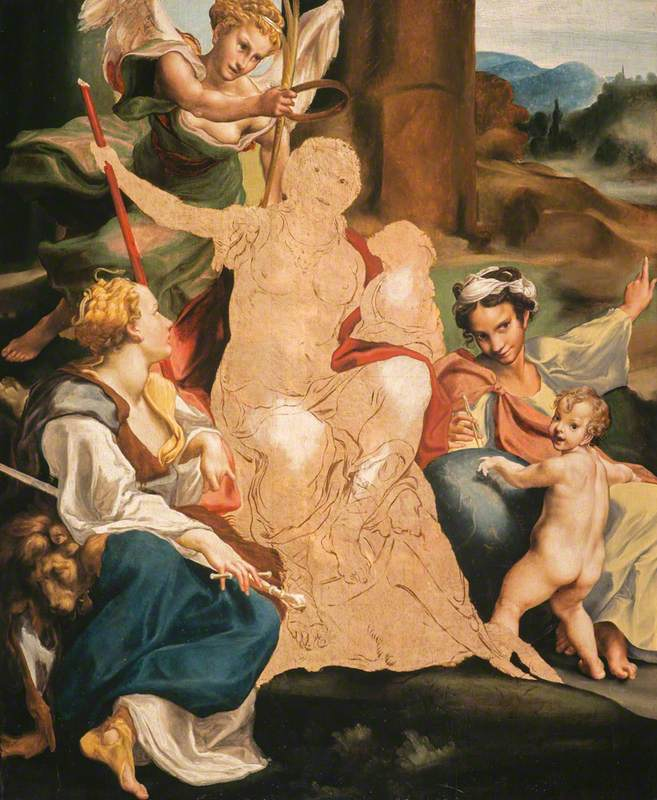
未完成の作品 スコットランド国立美術館所蔵